# Galimatias, czyli kogel-mogel II
„Galimatias, czyli kogel-mogel II)“ е полски игрален филм от 1989 година на режисьора Роман Залуски.
Премиерата на филма се състои на 20 ноември 1989 г. в Полша.

## Актьорски състав
| Актьор                 | Роля |
| ---------------------- | --- |
| Гражина Бленцка-Колска | Каша Солска Завада, младо момиче от село Граброво, студентка във Варшавския универитет, при необичайни обстоятелства става детегледачка на Пьотруш. Във Варшава се запознава с Павел, за когото впоследствие се омъжва. |
| Дарюш Шатковски        | Павел Завада, 28-годишен бизнесмен; запознава се с Каша, когато тя си загубва чантата; впоследствие става неин съпруг. Той иска да има бебе                                                                             |
| Катажина Ланевска      | Солска, майка на Каша, хубава, селска жена. Обича съпруга си и дъщеря си |
| Йежи Турек             | Зенон Солски, баща на Каша, консервативен и ревностен католик |
| Зджислав Вардейн       | Марян Волански, доцент |
| Ева Каспжик            | Барбара Воланска, съпруга на Волански, майка на Пьотруш |
| Малгожата Лоренцович   | Баба Воланска, стара, но много изискана дама, баба на Пьотруш |
| Мачей Котерски         | Пьотруш Волански, младо момче, егоистично и глезено, харесва Каша |
| Станислава Целинска    | Гожджикова, съседка на семейство Солски |
| Йежи Рогалски          | Коласа, кандидат за съпруг на Каша |
| и други                | |